# Justin Lekhanya
Justin Metsing Lekhanya (Thaba-Tseka, 7 de abril de 1938 - 20 de janeiro de 2021) foi um militar e político sotho. Ele foi primeiro-ministro do Lesoto entre janeiro de 1986 e maio de 1991.

## Educação e carreira militar
Tendo feito educação primária e secundária, Lekhanya mudou-se para a África do Sul, onde trabalhou como mineiro. Voltou para a então Basutolândia em 1960, para integrar a Polícia Montada. Cinco anos depois, tornou-se o primeiro nativo a comandar o pelotão paramilitar da Unidade Móvel de Polícia (PMU). Após um período de treinamentos na Escócia e nos Estados Unidos, assumiu o comando da PMU em 1974, já como general.

## Carreira política
Em 1986, liderou um golpe militar que derrubou o então primeiro-ministro Leabua Jonathan, ao descobrir que havia sido enganado por 2 integrantes do Congresso Nacional Africano, Potlako Leballo e Bernard Leeman. Durante sua gestão, ampliou os poderes do rei Moshoeshoe II, porém o depõe em 1990, colocando em seu lugar o príncipe Letsie, que viria a tornar-se, posteriormente, o atual rei Letsie III.
Lekhanya tentou melhorar as relações entre Lesoto e África do Sul, estremecidas com o apoio do ex-primeiro ministro Leabua Jonathan ao CNA. Em 1991, Moshoeshoe II reassume o trono, e o general é deposto, também num golpe militar. Em seu lugar, assumiu Elias Phisoana Ramaema. Pouco depois, migrou para a oposição, liderando o Partido Nacional Basotho (BNP), onde permaneceria até 2010.

## Morte
Morreu em 20 de janeiro de 2021, aos 82 anos.